# Deutscher Wetterdienst
Der Deutsche Wetterdienst (DWD) ist eine Bundesanstalt mit Sitz im hessischen Offenbach am Main. Der Deutsche Wetterdienst ist eine teilrechtsfähige Anstalt des öffentlichen Rechts im Geschäftsbereich des Bundesministeriums für Verkehr (§ 1 Abs. 1 DWDG). Die Bundesoberbehörde ist der nationale zivile meteorologische Dienst der Bundesrepublik Deutschland. Er erbringt meteorologische Dienstleistungen (Wettervorhersage) für die Allgemeinheit oder einzelne Nutzer, wie zum Beispiel die Schifffahrt, die Landwirtschaft oder die Wissenschaft.

## Aufgaben und Struktur
Die Hauptaufgabe ist es, vor wetterbedingten Gefahren zu warnen sowie das Klima in Deutschland zu überwachen, zu dokumentieren und seine Veränderungen zu bewerten. Der DWD betreibt zugleich das nationale Klimaarchiv der Bundesrepublik Deutschland und verfügt mit der Deutschen Meteorologischen Bibliothek über eine der größten Fachbibliotheken zu den Themen Wetter und Klima weltweit.
Es besteht ein ständiger Kontakt mit Bundesregierung, Bundes- und Landesministerien, Kommunen, Wirtschaft und Industrie zur Beratung und Zusammenarbeit. Gesetzliche Grundlage für den DWD ist das Gesetz über den Deutschen Wetterdienst (DWD-Gesetz). Der DWD ist Mitglied der Arbeitsgemeinschaft der Ressortforschungseinrichtungen.
Zur Erfüllung dieser Aufgaben ist der DWD in folgende Bereiche gegliedert:
- Personal und Betriebswirtschaft (Leitung: Leander Jamin)
- Technische Infrastruktur und Betrieb (Leitung: Klaus-Jürgen Schreiber)
- Forschung und Entwicklung (Leitung: Peter Braesicke)
- Wettervorhersage (Leitung: Renate Hagedorn) inkl. Flugwetterdienst, Wetterberatung usw.
- Klima und Umwelt (Leitung: Tobias Fuchs) inkl. Zentrales und Regionale Klimabüros, Klimaüberwachung, Agrarmeteorologie und Hydrometeorologie

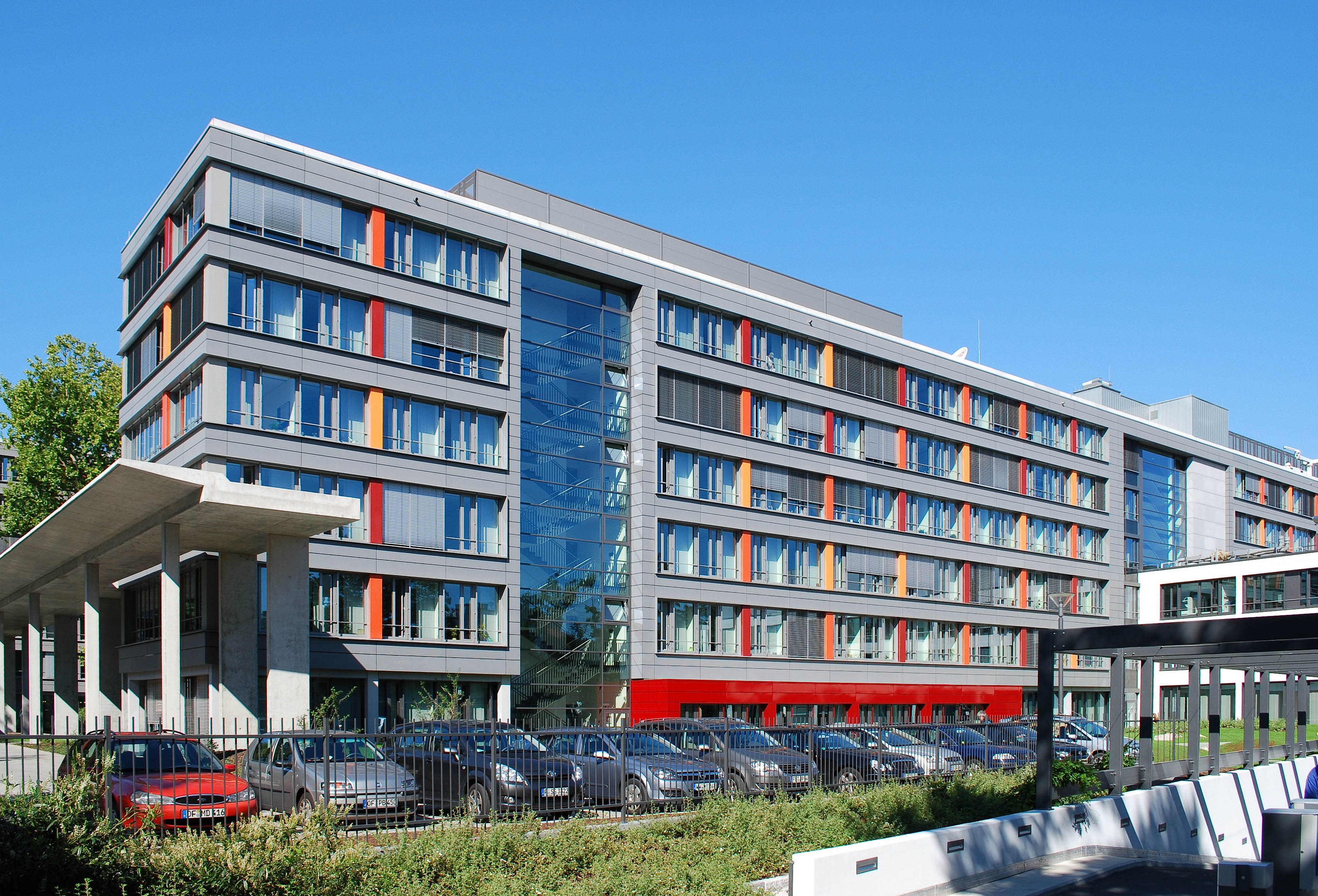
Zentrale des DWD in Offenbach

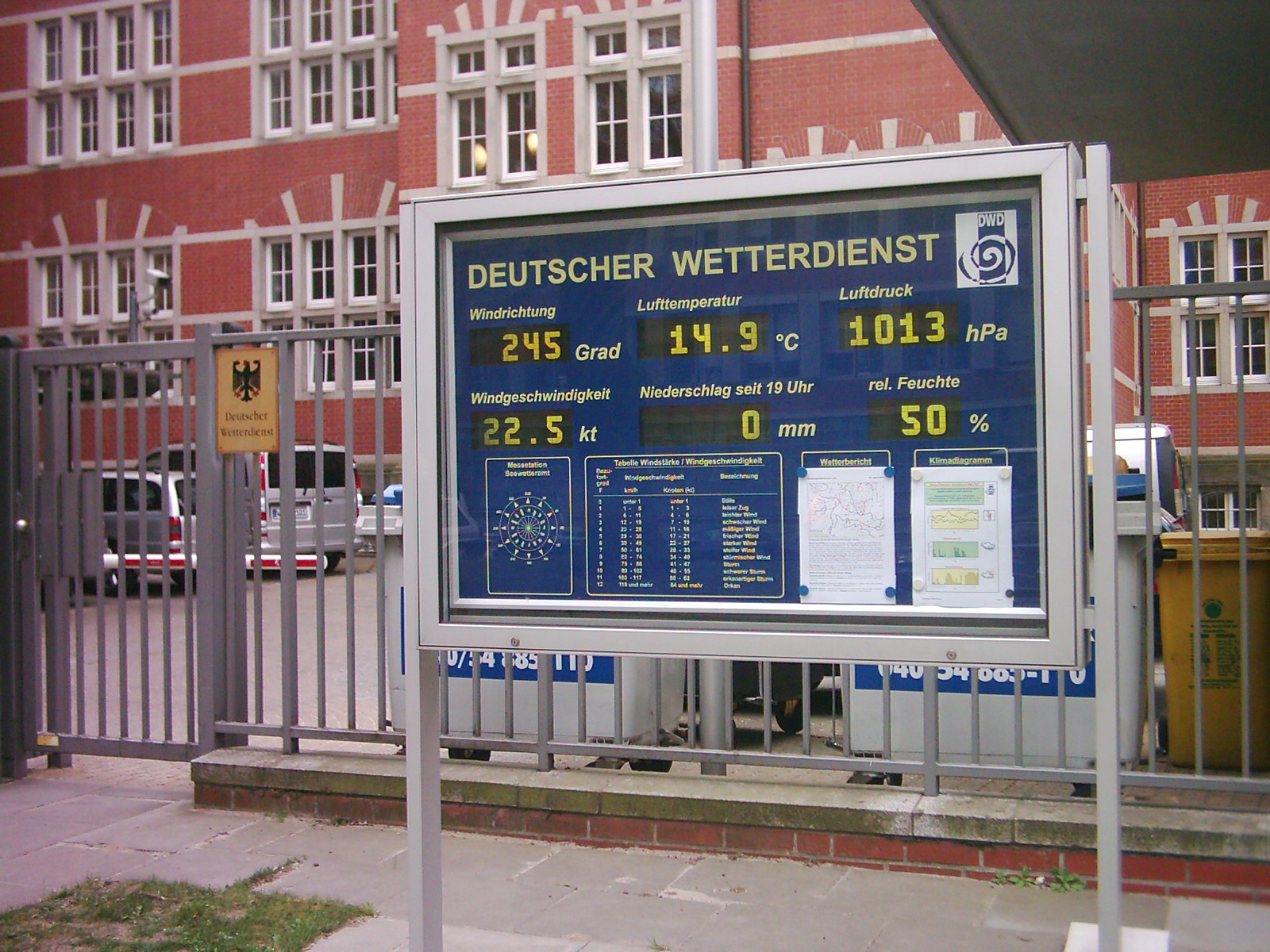
Wetterinfotafel an der Regionalzentrale Hamburg, links im Hintergrund früheres Amtsschild des DWD

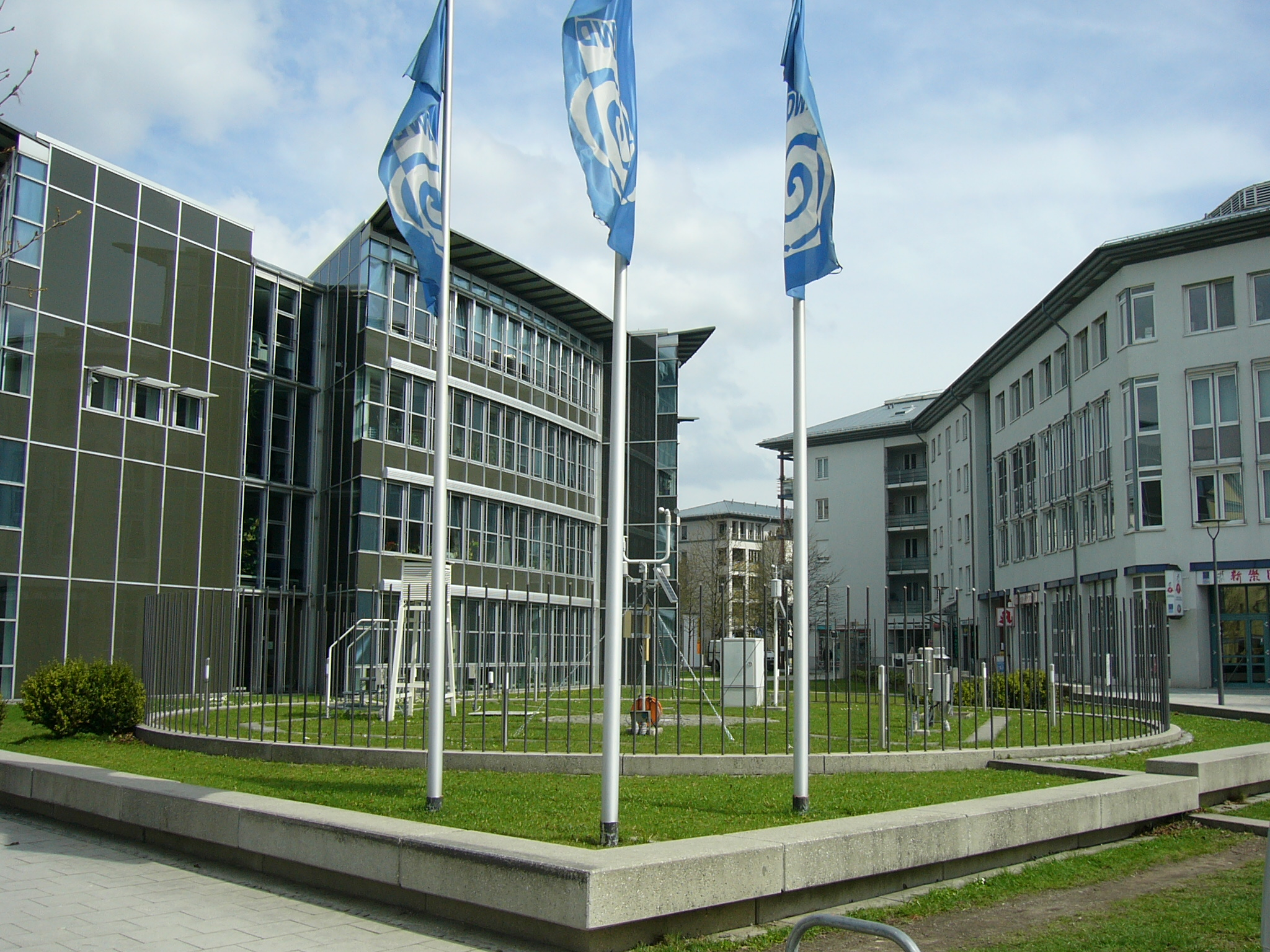
Regionalzentrale in München

Entsprechend § 9 DWDG (Gesetz über den Deutschen Wetterdienst) ist dem DWD ein Wissenschaftlicher Beirat zugeordnet, der den Vorstand zur aktuellen Forschung berät. Er besteht aus zehn Mitgliedern, die jeweils auf die Dauer von vier Jahren durch das Bundesministerium für Verkehr und digitale Infrastruktur berufen werden.
Im § 10 des DWDG ist ein Bund-Länder-Beirat bestimmt. Durch dessen Mitglieder werden die Interessen der Bundesressorts und der Länder vertreten.
Über das Hans-Ertel-Zentrum für Wetterforschung ist der DWD mit den nationalen und internationalen Forschungseinrichtungen vernetzt. In diesem Rahmen vergibt der DWD Aufträge zur Grundlagenforschung um die Qualität für Wettervorhersage und Klimaservices ständig zu verbessern.

## Standorte
Neben der Zentrale in Offenbach gibt es sechs Regionalzentralen, die sich in Hamburg, Potsdam, Leipzig, Essen, Stuttgart und München befinden. Darüber hinaus betreibt der DWD das dichteste und größte meteorologische Messnetz in Deutschland mit 51 hauptamtlichen mit Personal besetzten Wetterwarten, darunter 16 Flugwetterwarten, und 131 hauptamtlichen automatischen Wetterstationen. Das nebenamtliche Messnetz des DWD umfasst 1794 Stationen, die von ehrenamtlichen Wetterbeobachtern betreut werden.
2015 eröffnete der DWD am Berliner Alexanderplatz die erste Stadtklimastation, um Messwerte der dicht bebauten Städte zu erhalten, in denen mehr als 70 Prozent der Bevölkerung lebt und arbeitet. Im Vergleich zu den Messstationen im Umland können in diesen Wärmeinseln die Temperaturen bis zu 10 °C höher sein. Damit will man besser auf den Klimawandel reagieren. 2018 wurde am DWD-Standort Freiburg im Breisgau, wo sich das Zentrum für Medizin-Meteorologische Forschung Freiburg (ZMMF) befindet, die fünfte von insgesamt zehn geplanten Stadtklimastationen eröffnet.
Ferner gab es seit Eröffnung der ehemaligen Flugsicherungsschule der BFS in Langen (Hessen), die später nach Gründung der DFS GmbH in der Flugsicherungsakademie der DFS aufging, in diesem Gebäudekomplex auch das Bildungszentrum des DWD. Dieses wurde im Juli 2025 vom Fachbereich Wetterdienst der Hochschule des Bundes für öffentliche Verwaltung in Offenbach abgelöst.

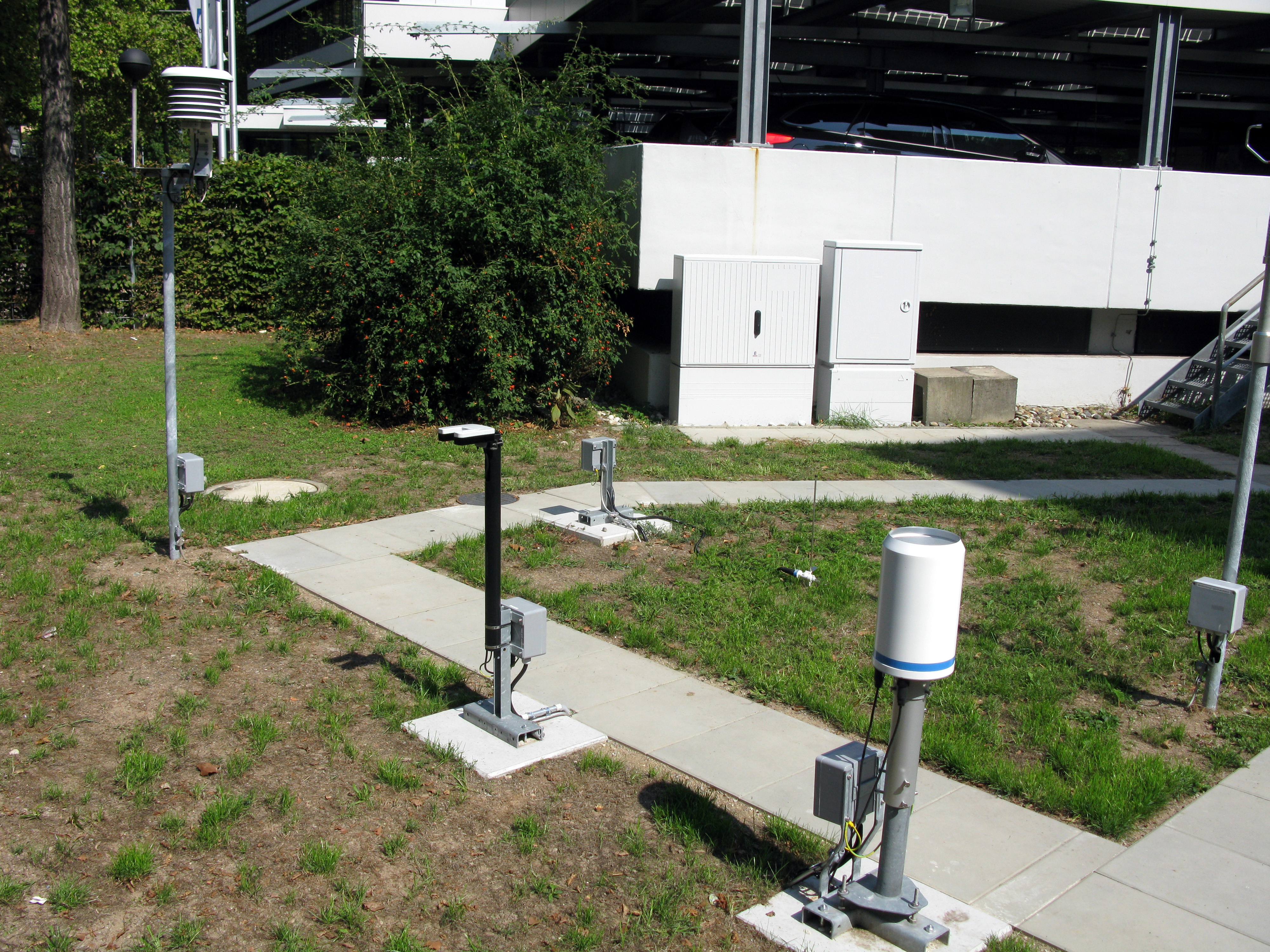
Stadtklimastation des Deutschen Wetterdienstes in Freiburg

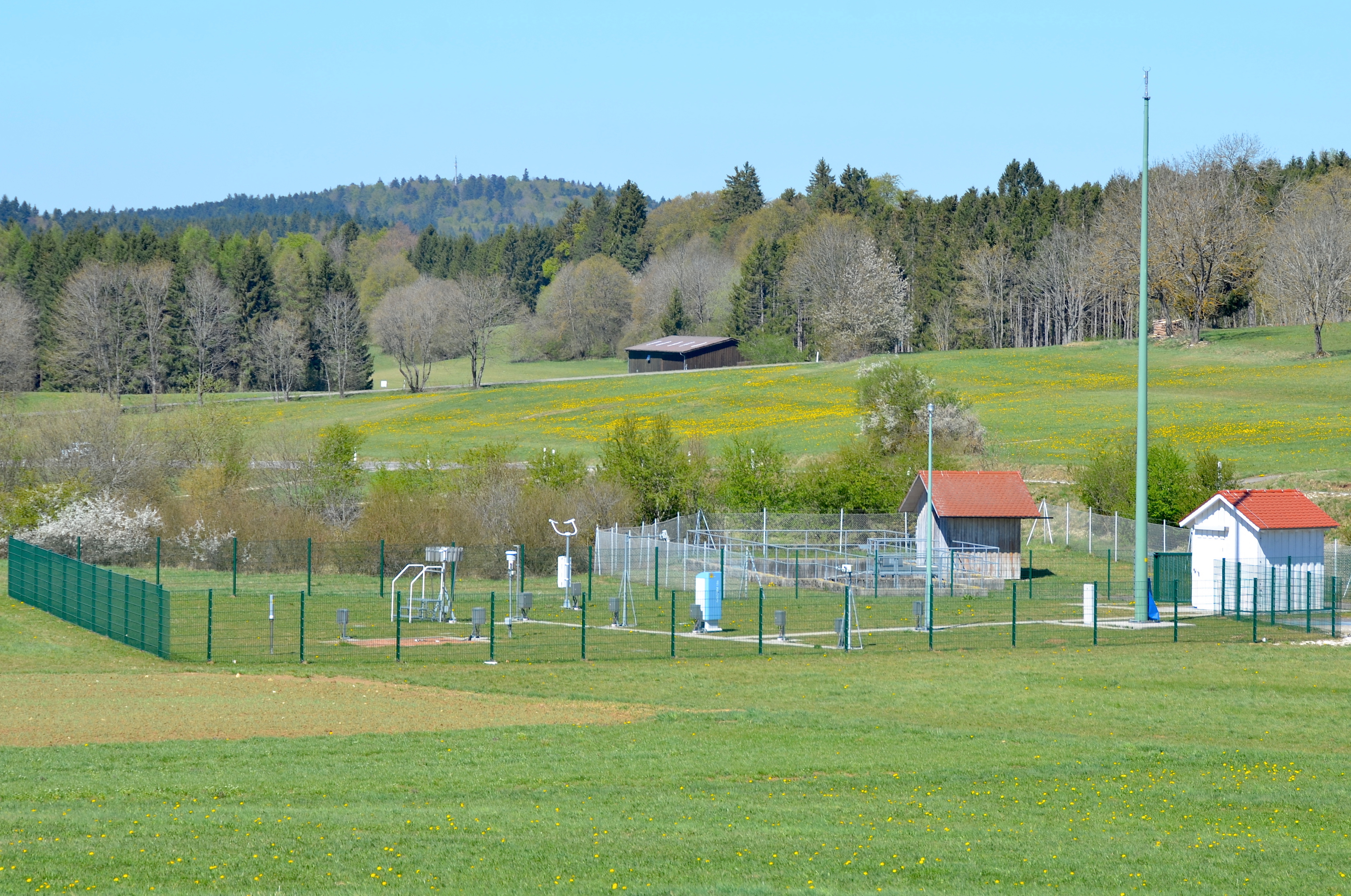
Eine der hauptamtlichen automatischen Wetterstationen (Appental) des DWD in Meßstetten auf 899,5 Metern Höhe

## Geschichte
Der DWD wurde 1952 durch die Zusammenführung der Wetterdienste der verschiedenen westalliierten Besatzungszonen gegründet. Erster Präsident war Ludwig Weickmann, der aber aufgrund seines hohen Alters schon im Folgejahr von Rudolf Benkendorff abgelöst wurde. Dieser blieb bis 1955 im Amt und prägte die ersten Jahre entscheidend mit. 1954 erfolgte der Beitritt der Bundesrepublik Deutschland zur Weltorganisation für Meteorologie.
1954 hängte der Deutsche Wetterdienst in Zusammenarbeit mit der Deutschen Eisenbahn-Reklame und dem Deutschen Reisebüro in Bahnhöfen der Deutschen Bundesbahn Wetterkarten im Format 52 × 68 cm aus und wechselte sie regelmäßig aus.
Von 1955 bis 1957 wurde die Zentrale an der Frankfurter Straße in Offenbach gebaut. Der Entwurf von Paul Friedrich Posenenske zeichnete sich durch eine Trennung von Außenwänden und tragender Struktur aus, die durch die versetzten Fensterbänder betont wurde und gilt als „bedeutender Bau der deutschen Nachkriegsmoderne.“ Das bald für die Anforderungen eines modernen Wetterdienstes zu klein werdende Gebäude wurde nach mehr als zehnjährigen Planungen Ende 2004 abgerissen, um einem Neubau Platz zu machen. Die neue von Michael Frielinghaus entworfene Zentrale wurde im September 2008 eingeweiht und beherbergt seitdem zentral in einem Gebäude die gesamte zu der Zeit etwa 900 Mitarbeiter umfassende Belegschaft des Standortes Offenbach. Im Innenhof des Gebäudekomplexes wurden drei Holzarbeiten des Frankfurter Künstlers Thomas Bayrle installiert.
Seit 1960 ist der DWD selber nicht mehr im deutschen „Fernsehwetter“ aktiv – für die ARD übernahm der Hessische Rundfunk diese Aufgabe. Inzwischen gestalten alle deutschen Fernsehanstalten in Deutschland ihre Wettersendungen entweder mit eigenen Wetterredaktionen oder mit Hilfe externer Dienstleister. Der DWD liefert ausschließlich die Beobachtungs- und Vorhersagedaten, die der Arbeit der dortigen Meteorologen als Basis dienen.
Der DWD installierte 1966 seinen ersten Supercomputer, eine CDC 3800, und begann mit der täglichen Produktion einer numerischen Wettervorhersage.
1975 wurde das Europäische Zentrum für mittelfristige Wettervorhersage in Reading gegründet, um Vorhersagen von bis zu zehn Tagen zu erstellen.
Im Jahr 1989 nimmt auf Bitte der Weltorganisation für Meteorologie im DWD das Weltzentrum für Niederschlagsklimatologie (Global Precipitation Climatology Centre, GPCC) den Betrieb auf.
1990 integrierte der DWD den Meteorologischen Dienst der Deutschen Demokratischen Republik.
Seit den 1990er Jahren wird die Zahl der bemannten Wetterstationen im Deutschen Wetterdienst kontinuierlich reduziert, was zwangsläufig einen erheblichen Personalabbau zur Folge hat. Nach Ansicht des DWD sind Qualitätseinbußen nicht zu befürchten, da moderne Fernerkundungsinstrumente wie Wetterradar oder Wettersatelliten mit ihrer flächenhaften Messung für eine deutliche Verbesserung der Beobachtungsdaten sorgten.
Im Jahr 1999 nimmt die Satellite Application Facility on Climate Monitoring (CM SAF) im DWD den Betrieb auf. Im Auftrag von EUMETSAT werden unter Leitung des DWD in internationaler Zusammenarbeit mit weiteren Partnern satellitenbasierte Datensätze für die Klimaüberwachung erstellt.
Am 1. Dezember 1999 begann die operationelle Nutzung des globalen Wettermodells GME, das die Modelle GM und EM ersetzt.
2006 wurde das Datenverarbeitungs- und Visualisierungssystem NinJo eingeführt, das im Rahmen internationaler Kooperation entstand. Am 15. Juli 2005 wurde der Wetterpark Offenbach eingeweiht.
2008 wurde die neue DWD-Zentrale an gleicher Stelle – der Frankfurter Straße – eröffnet. Das alte Gebäude aus den 1950er Jahren musste weichen, hätte es doch wegen neuer Sicherheitsvorschriften umfassend umgebaut werden müssen. Zudem schuf der Neubau ausreichend Platz für die Beschäftigten, die bis dahin in angemieteten Büros untergebracht waren, sowie für den neuen Großrechner.
Von März 2009 an betrieb der DWD einen NEC SX-9-Hochleistungscomputer mit einer Spitzenleistung von 109 TFLOPS, um Wettervorhersagen zu berechnen.
Bis Ende 2013 hat der DWD seine 16 Stationen des Radarverbunds von operationellen Verbundradars mit Qualitätssicherungsradars auf Dual-Polarisations-Radargeräten umgestellt. Bereits im Jahr 2011 wurde eine 17. Station in Niederrieden bei Memmingen in Betrieb genommen. 2014/2015 reduzierte der DWD seine mit Personal besetzten Wetterwarten von 70 auf nunmehr 51 Standorte.
2014 wurde der bisherige Hochleistungsrechner durch zwei neue Supercomputer von Cray zur Berechnung der numerischen Wettervorhersage für 24 Millionen Euro ersetzt, die je 550 Teraflops leisten und die Verwendung eines genaueren Prognosemodells ermöglichen.
Anfang 2015 wurde GME durch das neue, mit dem Max-Planck-Institut für Meteorologie entwickelte ICON ersetzt, das sowohl global als auch auf einem Europa-Ausschnitt betrieben wird. Zusätzlich besteht mit COSMO-DE ein feinskaliges, regionales Wettermodell, das Deutschland, Österreich und die Schweiz abdeckt.
Ende 2016 wurden die Cray-Hochleistungsrechner auf eine Spitzenleistung von je 1,1 Petaflops ausgebaut. Seit 2020 nutzt der DWD einen NEC-Supercomputer SX-Aurora mit bis zu 5,6 Petaflops.
Seit 2021 setzt der DWD das ICON-Modell auch für die hochaufgelöste Vorhersage (ICON-D2 mit 2 km horizontaler Auflösung) ein. Das ICON-Modell wird Basis des COSMO-Konsortiums (bestehend aus Deutschland, Schweiz, Italien, Russland, Rumänien, Griechenland, Polen und Israel) für die hochaufgelöste numerische Wettervorhersage.
Anlässlich seines 70-jährigen Bestehens zeigte der DWD von Mitte April bis Mitte Mai 2023 im Paul-Löbe-Haus in Berlin die Ausstellung 70 Jahre zwischen Natur und Gesellschaft.

### Präsidenten
| Zeitraum  | Name                  |
| --------- | --------------------- |
| 1946–1952 | Ludwig Weickmann      |
| 1953–1955 | Rudolf Benkendorff    |
| 1955–1966 | Georg Bell            |
| 1966–1977 | Erich Süßenberger     |
| 1977–1984 | Ernst Lingelbach      |
| 1984–1992 | Heinz Reiser          |
| 1992–1995 | Tillmann Mohr         |
| 1995–2005 | Udo Gärtner           |
| 2006–2010 | Wolfgang Kusch        |
| 2010–2023 | Gerhard Adrian        |
| seit 2023 | Sarah Catherine Jones |

## Öffentliche Dienstleistungen

### Allgemein

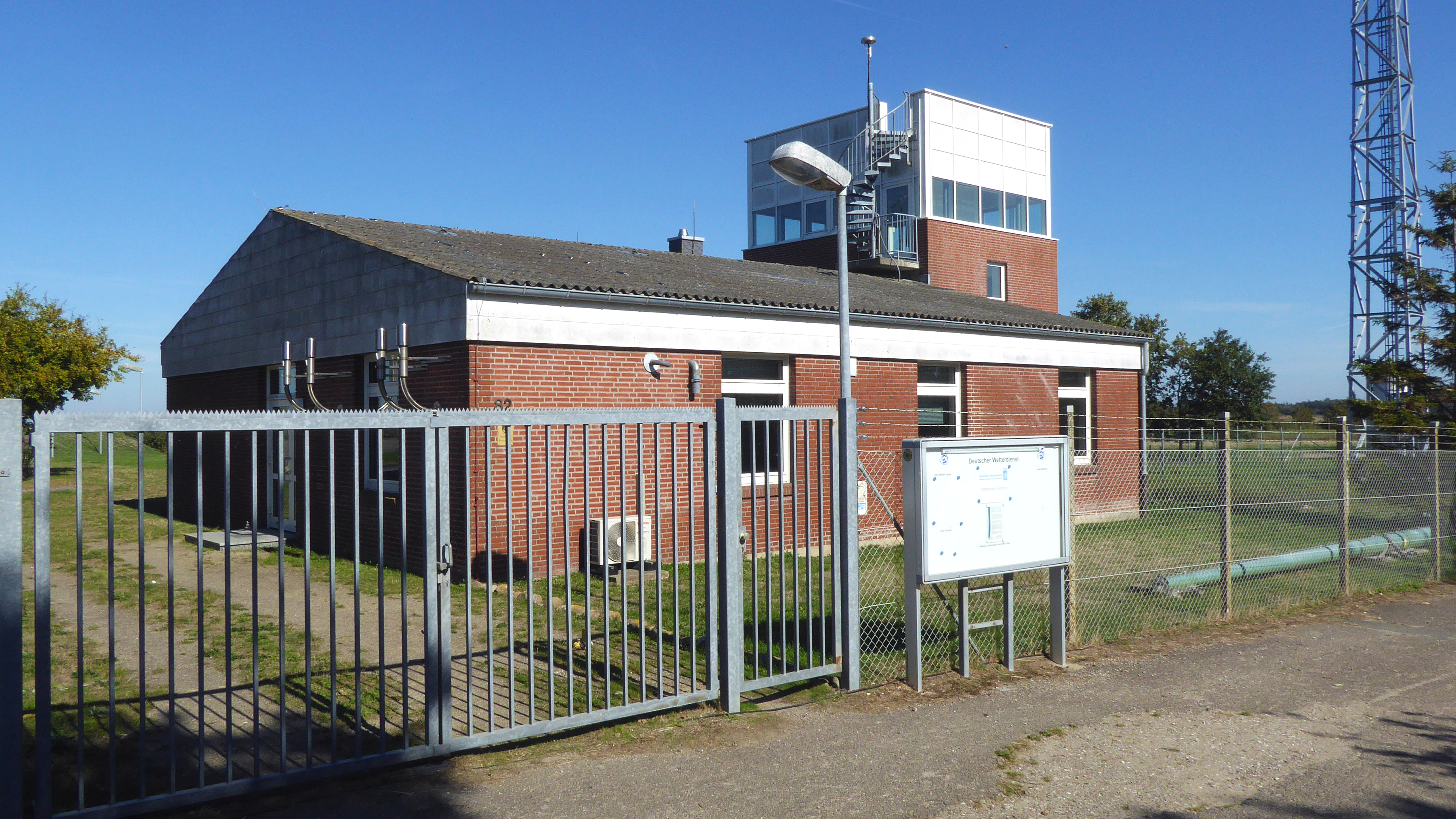
Wetterstation am Standort Westermarkelsdorf Insel Fehmarn

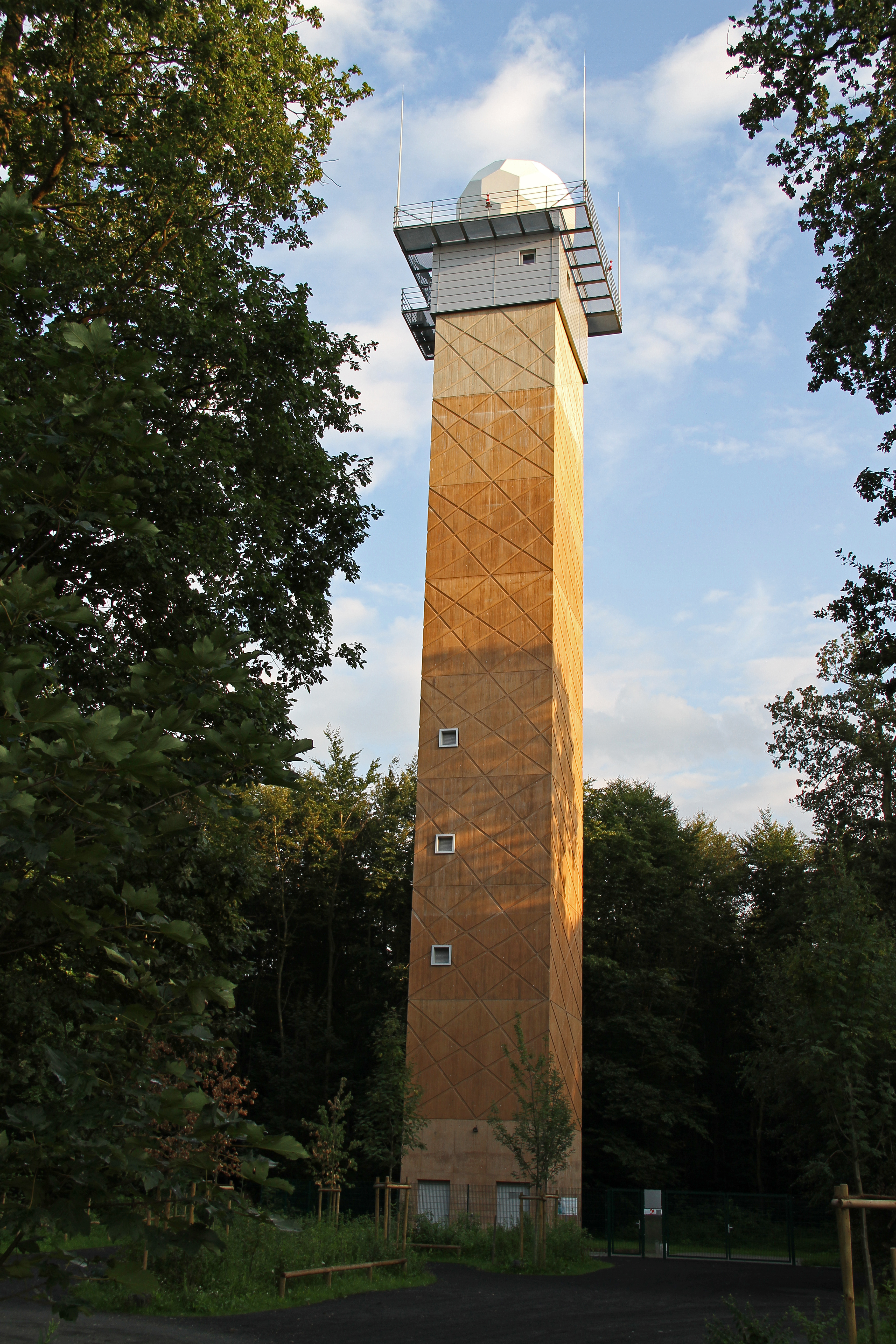
Wetterradarstation des Deutschen Wetterdienstes DWD in Dreieich-Offenthal

Der DWD veröffentlicht seine Wetterwarnungen für die Öffentlichkeit im Internet. Dazu gehören zum Beispiel Sturmwarnungen, Warnungen vor schweren Gewittern oder Schneefallwarnungen. Im Rahmen der Grundversorgung bietet der Deutsche Wetterdienst einen kostenlosen täglichen Deutschlandwetterbericht an, der per E-Mail abonniert werden kann. Die aktuelle Wetterlage wird auf der Internetseite des DWD für die einzelnen Bundesländer angegeben.
Seit 1952 erstellt und verbreitet er über den Seewetterdienst Seewetterberichte und -vorhersagen.
Seit 1971 gibt er die Zeitschrift promet – Meteorologische Fortbildung heraus.
Seit 2005 gibt der Deutsche Wetterdienst auch regionale Hitzewarnungen heraus. Mit dem Warnsystem soll die Zahl der Todes- und Krankheitsfälle bei Hitze verringert werden. Anlass für die Entwicklung des Warnsystems war die Hitzewelle in Europa 2003, in der allein in Deutschland vermutlich mehr als 3500 Menschen Opfer der hohen Temperaturen wurden.
Seit 2006 können die Pollenflugwarnungen des DWD über die Internetseite als E-Mail-Newsletter abonniert werden. Der Deutsche Wetterdienst gibt auch den Starkregenkatalog Kostra heraus.

### Beiträge zur Klimaüberwachung

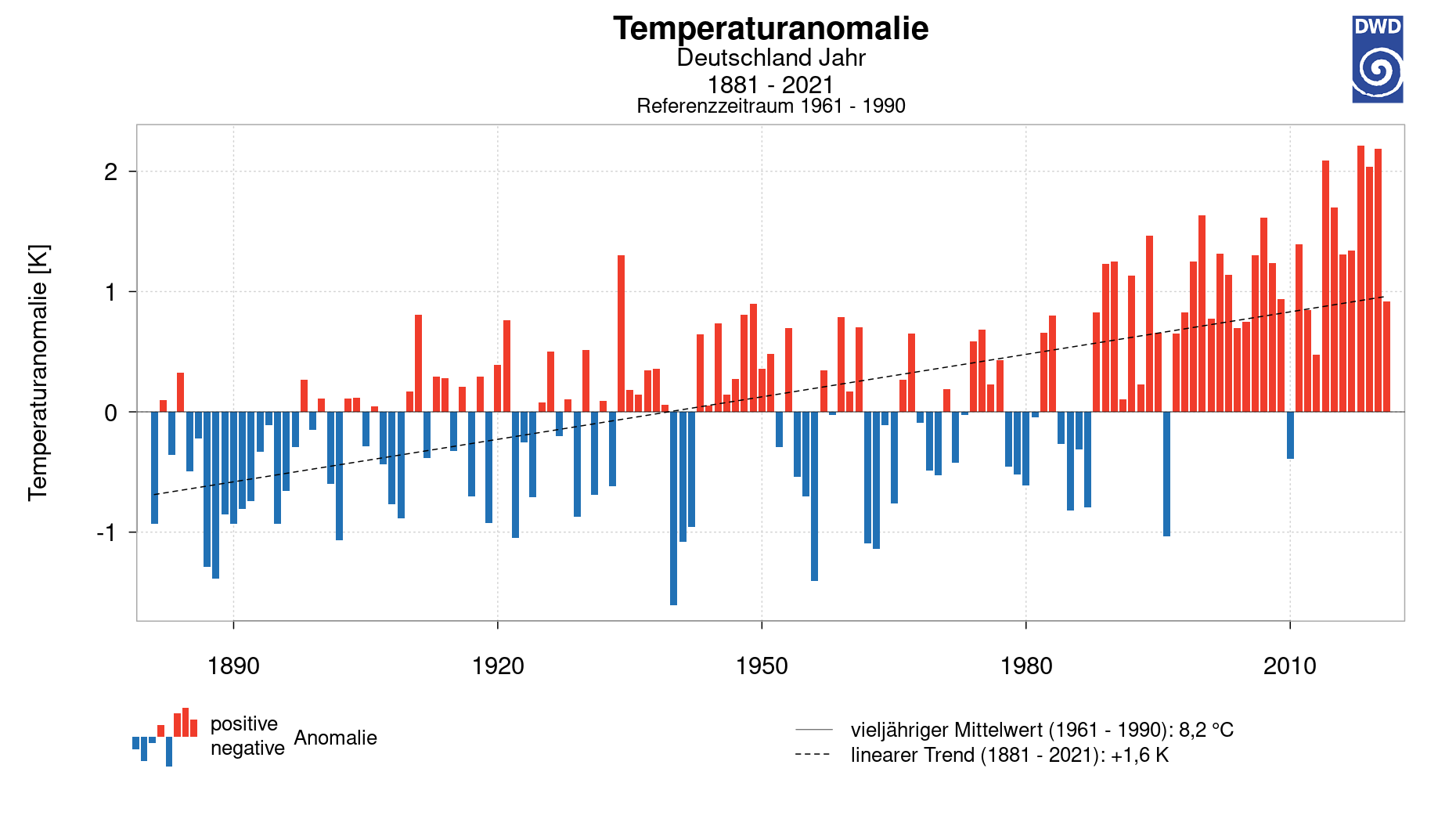
Auswertung des Deutschen Wetterdienstes zur Temperaturentwicklung in Deutschland im Zeitraum 1881 bis 2020, dargestellt als Abweichung vom Mittelwert 1961–1990.

Der DWD veröffentlicht regelmäßig Analysen über die Klimaentwicklung in Deutschland. Er wertet dazu die aktuellen Messungen aus seinem eigenen Messnetz sowie die Daten der Vorgängerorganisationen aus. Seit ca. 1881 erfolgen in Deutschland systematische und flächendeckende Beobachtungen, so dass der DWD eine Bewertung des Klimawandels über diesen Zeitraum vornehmen kann. Im Zeitraum 1881 bis 2022 ergibt sich daraus ein Temperaturanstieg von 1,7 °C (linearer Trend über die jährlichen Gebietsmittelwerte).
Nach Information des DWD war 2024 das Jahr mit der höchsten Durchschnittstemperatur (10,9 °C) seit Beginn der flächendeckenden Wetteraufzeichnungen in Deutschland.

### Kontroverse WarnWetter-App
Im Juni 2015 wurde die kostenfreie App WarnWetter für Android und iOS veröffentlicht. Seit März 2017 ist die App für Windows 10 (Mobile) verfügbar. Darin werden die amtlichen Wetterwarnungen sowie Wettervorhersagen zugänglich gemacht.
Der Wetterdienstleister WetterOnline erhob gegen das unentgeltliche Anbieten der App Klage beim Landgericht Bonn, da der deutsche Wetterdienst damit gegen das „Gesetz über den Deutschen Wetterdienst“ (DWDG) verstoße. In diesem war in der Fassung vor dem 25. Juli 2017 unter anderem festgelegt, dass zu den Aufgaben des deutschen Wetterdienstes die Erbringung meteorologischer Dienstleistungen für die Allgemeinheit gehört (vgl. § 4 Abs. 1 Nr. 1 DWDG) und dass der Deutsche Wetterdienst für die Erbringung seiner Dienstleistungen eine Vergütung verlangt (vgl. § 6 Abs. 2 DWDG).
Im Januar 2017 initiierte die Bundesregierung einen Änderungsgesetzesentwurf zum DWDG, der die unentgeltliche Erbringung meteorologischer und klimatologischer Dienstleistungen für die Allgemeinheit oder einzelne Kunden und Nutzer explizit erlaubt hätte. Im Gesetzgebungsverfahren folgte der Bundestag jedoch unter anderem Argumenten von privaten Wetterdienstleistern, die ihr Geschäftsmodell bedroht sahen. Dem DWD wurde in der novellierten Fassung des DWDG das unentgeltliche Anbieten von Smart Services nur insoweit auferlegt, als sie der Warnung vor Unwettern und Radioaktivität oder dem Katastrophenschutz zugeordnet sind.
Mit Urteil vom 15. November 2017 hat das Landgericht Bonn in der Folge den unentgeltlichen Vertrieb der WarnWetter-App dem DWD untersagt. Am 19. Dezember 2017 musste der DWD das vorläufig vollstreckbare Urteil dahingehend umsetzen, dass in der kostenlosen WarnWetter-App gewisse Informationen erst gegen einen Einmalbetrag von 1,99 Euro dauerhaft freigeschaltet werden können.
Die Berufung des DWD gegen das Urteil hatte zunächst Erfolg. Am 12. März 2020 war jedoch die Revision von WetterOnline erfolgreich beim Bundesgerichtshof. Der Bundesgerichtshof verwies dabei darauf, dass es sich bei den oben genannten Regelungen im DWDG um Marktverhaltensregelungen im Sinne des Wettbewerbsrechts handle und das unentgeltliche Anbieten der App daher wettbewerbswidrig sei.
Der DWD wird die Vollversion der WarnWetter-App weiterhin kostenpflichtig anbieten entsprechend dem Urteil.

## Weitere Dienstleistungen
Neben den öffentlich zugänglichen Informations- und Warnportalen betreibt der DWD auch Systeme für spezifische Zielgruppen, zum Beispiel für Energiewirtschaft, Landwirtschaft, Luftfahrt, Schifffahrt, Bauwirtschaft und Verwaltung.
Der DWD in seiner Funktion als Bundesoberbehörde betreibt auch Systeme für die im Katastrophenschutz mitwirkenden Behörden und Organisationen mit Sicherheitsaufgaben. Dazu zählen zum Beispiel das Feuerwehr-Wetterinformationssystem FeWIS und das Wasserwirtschafts-Wetterinformationssystem WaWIS.

## Wetterfunksender Pinneberg
Der Deutsche Wetterdienst betreibt die Sendeanlage Pinneberg, über die Wettermeldungen weltweit ausgestrahlt werden.